# Grote of Sint-Catharinakerk
De Grote of Sint-Catharinakerk is de protestantse kerk van Heusden.

## Geschiedenis
Reeds in 1210 wordt melding gemaakt van een kerk te Heusden. Van deze romaanse kerk bleef de toren tot 1944 bewaard. Deze was sterk hellend en bestond uit een vierkant onderstuk dat in een achtkant overging en in 1587 nog werd verhoogd. In 1328 bouwde men een noorder- en een zuiderzijbeuk. In de 15e eeuw werden koor en dwarsarmen gebouwd die in 1555 nog werden uitgebreid. Hierbij werd gebruikgemaakt van speklagen met afwisselend baksteen en natuursteen. Na de stadsbrand van 1572 werd de kerk hersteld. De kerk werd in 1579 genaast door de hervormden. In 1628 werd het 15e-eeuwse nevenkoor aan de noordzijde gesloopt en van 1637-1639 werd het koor vernieuwd.
De toren werd in de nacht van 4 op 5 november 1944 door de terugtrekkende Duitsers opgeblazen, waardoor het westelijke deel van de kerk werd verwoest. De toren en drie traveeën van de kerk werden verwoest en niet meer herbouwd. Er werd een sobere afsluiting gemaakt. Het resterende deel van de kerk werd gerestaureerd en de omtrek van de fundamenten van het vernielde deel werden in het plaveisel aangebracht.

## Inventaris
De kerk bezit een aantal grafzerken, en tekstborden uit de 16e en 17e eeuw. Ook is er een gerestaureerd gildenbord en er zijn klokken uit 1334, 1501 en 1518. In de vieringtoren hangt een klok uit 1412.
De kerk bezit een praalgraf van baron Johan Theodoor van Freisheim, die van 1711 tot 1733 gouverneur van Heusden was. Het ontwerp is van Jacob Marot en het beeldhouwwerk werd vervaardigd door Jan-Baptist Xavery.
Het Lohman-orgel is van 1824-1828 gebouwd voor de Broederenkerk te Zutphen. Toen deze aan de eredienst werd onttrokken is het orgel door de Grote kerk te Heusden aangekocht in 1980 en na restauratie geplaatst in 1984.

## Externe bronnen
- Grote of Sint-Catharinakerk op Reliwiki
- Hervormde Gemeente Heusden
- Lohman-orgel Heusden